# Лепило
Лепило е вещество или смес от органични или неорганични вещества, под формата на разтвор или стопилка, способни да съединяват трайно (залепват) различни материали като дървесина, кожа, хартия, плат, стъкло, керамика, метал, пластмаса, гума и други.
Залепването се осъществява чрез образуване на здрава адхезионна връзка между частиците на лепилото и материала на съединяваните повърхности. На здравината на залепения шев влияе и кохезията или силата на връзката между частиците на лепилото.

## История
Свойството лепливост човекът наблюдава първо в природата и го заимства от нея.
Предполага се, че човекът използва някои дървесни смоли, асфалт и др. вещества като лепила от каменната ера. Около 5000 г. пр. н. е. човекът използва брезовата смола за трайно прикрепяне на каменни върхове към своите копия и стрели.
По същото време масовото приготвяне на лепила става занаят на шумерите. Те приготвят лепила на белтъчна основа – вид глутеново лепило, от животински кожи. Шумерите първи използват асфалт като свързващ материал при изграждането на своите светилища и храмове.
Има много документални свидетелства, че в Древен Египет, около 1500 г. пр. н. е., се приготвят и използват широко различни видове лепила – глутенови, казеинови, албуминови и лепила на база на полизахариди (нишесте, декстрин), получавани от папирусното растение Цепирус папирус.
В древна Гърция занаятчиите, владеещи умението да приготвят лепила, са известни с името „калеспос“. Римляните въвеждат нови технологии в производството на лепила, като започнали да използват като суровина рибни отпадъци. През 1886 г. във Вроцлав (тогава – Бреслау) е намерена дървена кутийка от римско време, върху която са запазени няколко монети. Използваното лепило в случая е приготвено от белтък и стрит на прах варовик.
Индианските народи в Северна и Южна Америка прилагат много знания, сходни с тези, познати на населението на Египет, Гърция и Рим. През 17-и век ацтеките познават свойствата на животинската кръв да залепва здраво приближени повърхности. Благодарение на това, са запазени градежи, при които свързващ материал е животинска кръв, смесена с праховидна минерална съставка.
Занаятът, свързан с производството на лепила, се развива усилено с книгопечатенето. Счита се, че през 15-и век делото на Йоханес Гутенберг допринася за разширването на производството на лепила. През 16-и и 17-и век, за задоволяване на нуждите на мебелната промишленост се развива бързо техниката на приготвяне на фурнировани повърхности, а тя от своя страна до разработването на подходящи видове лепила.  
През 1690 г. в Нидерландия се открива първата фабрика за производството на лепила, а през 1700 г. в Англия – първото прдприятие за производството на лепила от рибни отпадъци. През 1754 г. е издаден първият патент за получаване на дърводелско лепило – туткал в Англия.

## Класификация на лепилата

### По състав
- неорганични (минерални) (разтвори, расплави, а също припои) – керамични, фосфатни, метални и др.[1]
- органични (разтвори, расплави, полимеризиращи се)

### По тип на залепване
- изсъхващи лепила (сухи лепила) (силикатно лепило, казеин, лепило за дърво, поливинилацетатно (ПВА) лепило)
- неизсъхващи (мокри лепила) адхезиви (например, на основата на колофон)
- връзки на основата на полимеризиращи композиции – неорганични, например алумофосфатни връзки (АФС) и органични, полимеризиращи композиции (епоксидна смола)

Основа на органичните лепила служат главно синтетически олигомери и полимери (например, фенол-формалдехидни, епоксидни, полиефирни смоли, полиамиди, полиуретани, силициевоорганични полимери, каучуци и др.) образуващи лепилен слой в резултат на втвърдяване при охлаждане (термопластични лепила), втвърдяване при химическа реакция (термореактивни лепила) или вулканизация (каучукови лепила).
Към неорганичните лепила се отнасят алумофосфатните, керамичните (основа – оксиди на алуминия, силиция, алкалните метали), силикатни (основа – калиево или натриево течно стъкло), металически (основа – течен метал, например живак).
Според агрегатното им състояние лепилата биват течни (разтвори, емулсии, суспензии) или твърди (плочки, пръти, гранули, прахове); последните се използват като разплав или се нанасят на нагрята повърхност.